# 尼娅·金策尔
尼娅·金策尔（德語：Nia Künzer，1980年1月18日—），德国女子足球运动员，场上位置是中场。她曾代表德国国家队参加美国举行的2003年国际足联女子世界杯，结果队伍获得冠军。